# Carlskrona ångfartyg Föreningen
Carlskrona ångfartyg Föreningen (vanligen endast kallad Föreningen), var en hjulångare byggd vid Karlskrona kofferdivarv med en ångmaskin som levererats från Samuel Owens Verkstad i Stockholm. Hon ägdes av ett rederi med samma namn som fartyget. Fartyget hade en ångmaskin om 44 nominella hästkrafter och kunde ta 350 passagerare.
Premiärturen skedde i september 1822 från Stockholm med stopp i Västervik, Kalmar och Karlskrona, från oktober angjordes även Karlshamn. Redarna ansåg att fartyget skulle gå in vid så många bryggor som möjligt längs linjen, vilket gjorde att turlistan kom att förskjutas med stora förseningar som följd. Det hände att förseningarna kunde bli på mer än ett dygn. Passagerarna tenderade till att förlora förtroende för rederiet och Föreningen kom därför från 1827 att sättas in på lustturer. Efter några år på rutten Stockholm-Kalmar-Karlskrona sattes Föreningen in på traden Stockholm-Norrköping fram till 1832. 1832-1839 var Föreningen pråmbogserare för Ångbogserings-Bolaget För Varutransporter Å Norra Sidan Af Mälaren vilka 1839 sålde henne till Königsberg. Fartygets vidare öden är okända.